# FourFortyFour South Flower
FourFortyFour South Flower, est un gratte-ciel de 48 étages et de 191 mètres de haut situé au 444 South Flower Street dans le quartier de Bunker Hill du centre - ville de Los Angeles en Californie. Une fois achevée en 1981, la tour était la cinquième plus haute de la ville.
Le propriétaire actuel, Coretrust Capital Partners, a acquis la propriété en novembre 2016. Le bâtiment appartenait auparavant à Beacon Capital Partners qui a acheté la propriété en 2003 pour 170 Million de dollars. Il a ensuite été détenu par Broadway Partners Fund Manager, LLC de décembre 2006 à septembre 2009.

## Œuvre publique
FourFortyFour South Flower abrite l'une des plus grandes collections d'art public de Los Angeles. Lors de la construction du bâtiment, cinq artistes de renommée internationale ont été recrutés pour créer des œuvres publiques représentées dans toute la galerie.
En plus des pièces commandées lors de la construction du bâtiment, une nouvelle peinture murale de l'artiste local Augustine Kofie a été dévoilée au printemps 2019.
- Marc Di Suvero - "Shoshone", 1981.
- Michael Heizer - "Nord, Est, Sud, Ouest", 1967-1981.
- Frank Stella - "Long Beach XXIII", 1982.
- Robert Rauschenberg - "Fargo Podium", 1982.
- Bruce Nauman - "Tranchée, puits, puits, tunnel et chambres", 1982[6].
- Augustine Kofie - "Deux mouvements", 2019[5].

## Dans la culture populaire
- Le bâtiment a été utilisé à plusieurs reprises comme emplacement du bureau de l'entreprise tout au long de la série Le Juge et le Pilote diffusée par ABC entre 1983 et 1986.
- Le bâtiment apparaît dans le générique d'ouverture et quelques plans de la série télévisée La Loi de Los Angeles diffusée par NBC entre 1986-1994. L'édifice apparaît comme l'immeuble dans lequel les personnages principaux ont travaillé.
- Le bâtiment a été le décor du thriller d'action Un gratte-ciel en otage sorti en 1996 avec Anna Nicole Smith.
- Le bâtiment apparaît au niveau "Los Angeles" du jeu vidéo Tony Hawk's Pro Skater 3.
- Le bâtiment apparaît dans le jeu vidéo Grand Theft Auto V. Il est situé dans le centre-ville de Los Santos (l'équivalent du jeu de Los Angeles ), mais est rebaptisé Schlongberg Sachs Center, qui est l'équivalent dans le jeu de The Goldman Sachs Group.
- Le bâtiment apparaît comme le siège de CatCo Worldwide Media dans Supergirl . Dans la saison 5, Obsidian North, une société de technologie basée à Buenos Aires, se révèle avoir des bureaux en bas de CatCo.
- Le bâtiment semble détruit lorsque la tour US Bank Tower s'effondre sur lui dans le film San Andreas (2015).
- Le bâtiment apparaît comme la succursale de la CIA à Los Angeles dans la comédie Touché!.

## Principaux locataires
- WSP
- Banque de Chine
- Équinoxe
- Morgan Stanley

## Voir également
- Liste des bâtiments les plus hauts de Los Angeles